# Интернет в Кении
Интернет в Кении достаточно широко распространён, интернет-кафе туристы могут найти почти во всех городах страны. По состоянию на 2001 год в Кении работает 65 интернет-провайдеров. Доступ в сеть можно получить и во многих гостиницах.
Доступ в Интернет осуществляется по кабелям EASSy и TEAMS.
Домен верхнего уровня Кении: .ke
Динамика числа Интернет-пользователей:
- 8,57 млн пользователей, 38-е место в мире; 20,59 % населения , 129-е место в мире (2012)[2][3];
- 4,0 млн пользователей , 59-е в мире (2009)[1];
- 3,0 млн пользователей (2008);
- 500 тысяч пользователей (2002).

Фиксированный широкополосный доступ: абсолютный показатель — 43013 абонента, 115-й в мире; по отношению к численности населения — 0,1 % населения, 167-е место в мире (2012)
Беспроводной широкополосный доступ: абсолютный показатель — 954896 абонента, 72-й в мире; по отношению к численности населения — 2,2 % населения, 124-е место в мире (2012).
В стране 71 018 интернет-хостов, 78-е место в мире (2012).
IPv4:1,7 млн адресов выделено, 68-е место в мире, менее 0,05 % от мирового объёма, 38,5 адреса на 1000 человек (2012).

## Интернет-цензура
Согласно отчётам Freedom House, Кения была оценена как «частично свободная» страна для пользователей Интернета с рейтингами 34 и 32 в 2009 и 2011 годах соответственно (рейтинг «несвободных» стран начинается с рейтинга 60). В 2012 и 2013 годах рейтинг улучшился до «свободной» с рейтингами 29 и 28 соответственно.
Правительство Кении не использует техническую или административную цензуру для ограничения доступа в Интернет, но доступ в Интернет ограничен в сельской местности из-за отсутствия коммуникационной инфраструктуры. Граждане страны могут выражать свои взгляды через Интернет, в том числе по электронной почте, и могут получить доступ к широкому спектру мнений, включая сайты BBC, CNN, и кенийской газеты Daily Nation.
В январе 2009 года правительство Кении приняло Communications Amendment Act, согласно которому любое лицо, которое публикует, передает или способствует публикации в электронной форме непристойной информации, совершает преступление. Закон также описывает другие виды незаконного использования информационно-коммуникационных технологий. В соответствии с Communications Amendment Act, государственная Комиссия связи Кении, а не независимый Совет по СМИ Кении, отвечает за регулирование как традиционных, так и интернет-СМИ.
В июле 2009 года правительство Кении объявило, что все пользователи сотовых телефонов должны сообщить государственным органам своё имя и идентификационный номер. Это правило также распространяется на граждан, которые входят в Интернет с сотовых телефонов.